# 里馬奇湖
4°25′S 76°43′W / 4.417°S 76.717°W
里馬奇湖（西班牙語：Lago Rimachi），是秘魯的湖泊，位於該國東北部洛雷托大區，由達特姆德爾馬拉尼翁省的帕斯塔薩區負責管轄，面積3平方公里，湖岸線長度75公里。